# فلاديسلاف نيمان
فلاديسلاف نيمان (مواليد 23 يونيو 1966) هو ملاكم إسرائيلي، مثّل بلاده في الألعاب الأولمبية الصيفية 1996.

## روابط خارجية
فلاديسلاف نيمان على موقع أوليمبيديا (الإنجليزية)